# Cyclaspis gibba
Cyclaspis gibba är en kräftdjursart som beskrevs av Hale 1944. Cyclaspis gibba ingår i släktet Cyclaspis och familjen Bodotriidae. Inga underarter finns listade i Catalogue of Life.